# Dmitrij Ivanovitj
Dmitrij Ivanovitj eller Tsarevitj Dmitrij (russisk: Дмитрий Иванович, tr. Dmitrij Ivanovitj; født 19. oktober 1582 i Moskva, død 15. maj 1591 i Uglits), også kendt som Dmitrij af Uglits (russisk: Дмитрий Угличский, tr. Dmitrij Uglitjskij) eller Dmitrij i Moskva (russisk: Дмитрий Московский, tr. Dmitrij Moskovskij) var en russisk tsarevitj berømt efterlignet af en række hyklere efter faders Ivan den grusommes død.